# M224
LWCMS (аббр. от Lightweight Company Mortar System, с англ. — «лёгкая ротная миномётная система», офиц. Lightweight Company Mortar, 60mm, M224) — американский 60-мм ротный миномёт.
Разрабатывался с начала 1970-х гг. В 1977 г. был принят на вооружение американскими пехотными и воздушно-десантными подразделениями. Представляет собой гладкоствольную жёсткую систему, заряжание производится с передней части ствола.
Ствол весит 6,5 кг, сошки 6,9 кг, прицел 1,1 кг. Существуют две опорные плиты: стандартная 6,5 кг и лёгкая 1,6 кг. Это оружие весит 16,1—21,1 кг. Максимальная дальность стрельбы — 3500 м.

## История создания
| |  |
| Прототип перспективного миномёта на стадии опытно-конструкторских работ (1972): на станке (справа) и без станка, на подставке в руках миномётчика |  |

Работа над созданием лёгкого ротного миномёта велась в рамках программы разработки семейства армейских миномётов (Army Mortar Program, сокр. ARMOP). Основными требованиями к массо-габаритным характеристикам создаваемого лёгкого миномёта была его транспортабельность, калибр варьировался между 60 мм и 75 мм, а масса соответственно в пределах от 40 до 60 фунтов (18—27 кг). Параллельно с разработкой самого миномёта, его ствола, прицельных приспособлений, плиты и станка, велась разработка целого семейства новых 60-миллиметровых боеприпасов для него, превосходящих уже имеющиеся как по дальности стрельбы, так и по разрушительности боевого заряда, для этого были синтезированы новые сорта взрывчатых веществ, формовка заряда осуществлялась таким образом, чтобы усилить фугасный эффект. Кроме того, с учётом опыта Вьетнамской войны, выдвигались более строгие требования к эксплуатационной надёжности боеприпасов и их неприхотливости для хранения в условиях агрессивной внешней среды, высокой влажности и других неблагоприятных факторов, вызывающих коррозию металла и приводящих к непригодности боеприпасов. Специально для 60-мм мин Лабораторией Даймонда был разработан многорежимный взрыватель повышенной надёжности M734 Multi-option Fuze с регулируемым подрывом, обеспечивающий возможность подрыва на любом заданном расстоянии до земли от 3 до 13 футов (0,9—3,65 м), а также срабатывающий на контакт с поверхностью или с замедлением для стрельбы по заглубленным полевым укреплениям с земляной обсыпкой.
В рамках программы разработки армейских миномётов (Army Mortar Program, сокр. ARMOP) в 1971—1972 гг. было спроектировано и изготовлено несколько лёгких миномётов различного калибра, массы и конфигурации. Наиболее перспективный из конкурирующих образцов представлял собой уменьшенную в размерах модификацию 81-мм миномёта M29, с нарезным стволом, облегчённой плитой (мог одинаково эффективно применяться без плиты с подставки) и встроенным индикатором угла возвышения ствола.

## ТТХ
- Калибр, мм: 60
- Длина ствола, мм: 1020
- Вес, кг: 7,8 (ручной, с легкой опорной плитой); 19 (со стандартной опорной плитой и двуногой-лафетом)
- Вес мины, кг: 1,46—2,26
- Тип мины: осколочно-фугасная, осветительная, дымовая, учебная
- Темп стрельбы, в/м: 30 (макс.); 18 за 4 мин.; 10 (непрерывный огонь)
- Минимальная дальность стрельбы, м: 45—375
- Максимальная дальность стрельбы, м: 1500—3500

## Текущее состояние
Армия США и корпус морской пехоты США в 2012 году начинают получать новые 60-мм минометы M224A1, представляющие собой обновленную версию  модели миномета M224. Стрельба из данного миномёта может вестись без двуноги, взрыватель в минах может устанавливаться на срабатывание на различной высоте или при ударе.

## Галерея

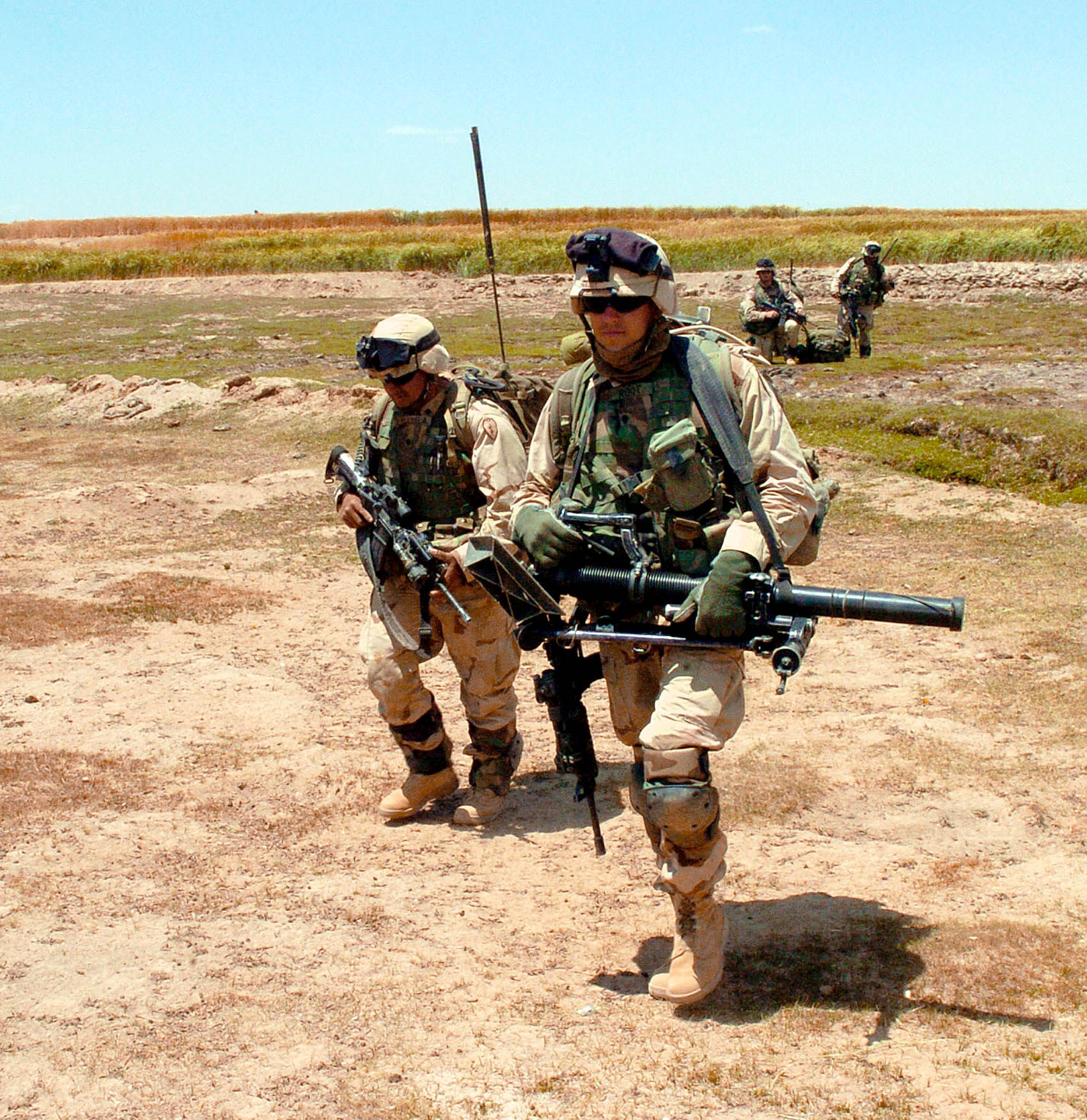
Афганистан, 2004 г. Облегчённая версия миномёта М224.
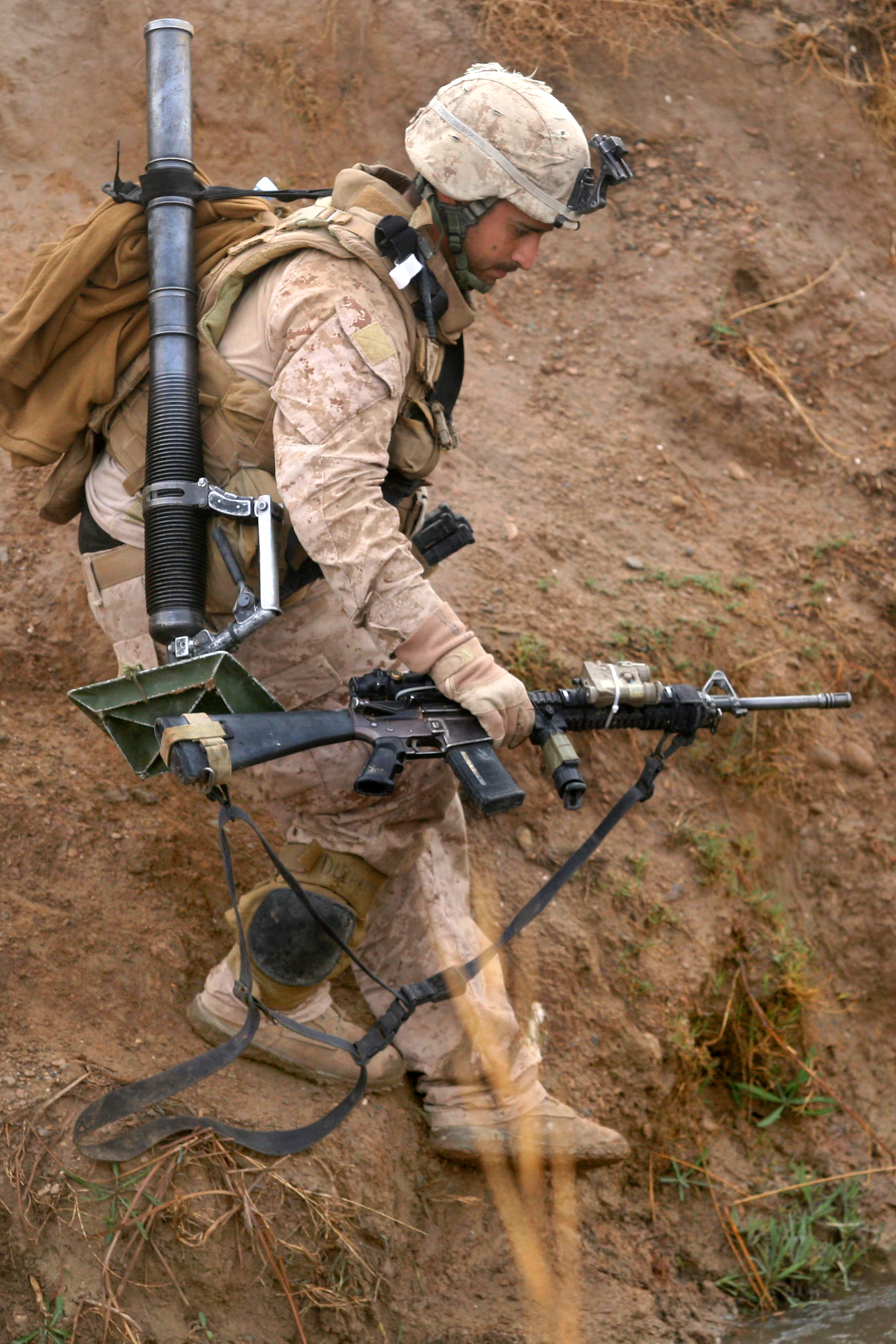
Афганистан 2010 г. Ручная версия миномёта М224.
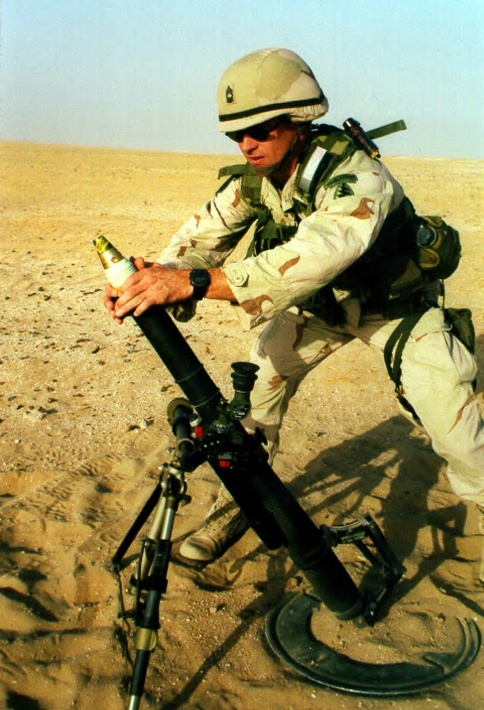
Стрельба из миномёта М224. Стандартная версия миномёта.
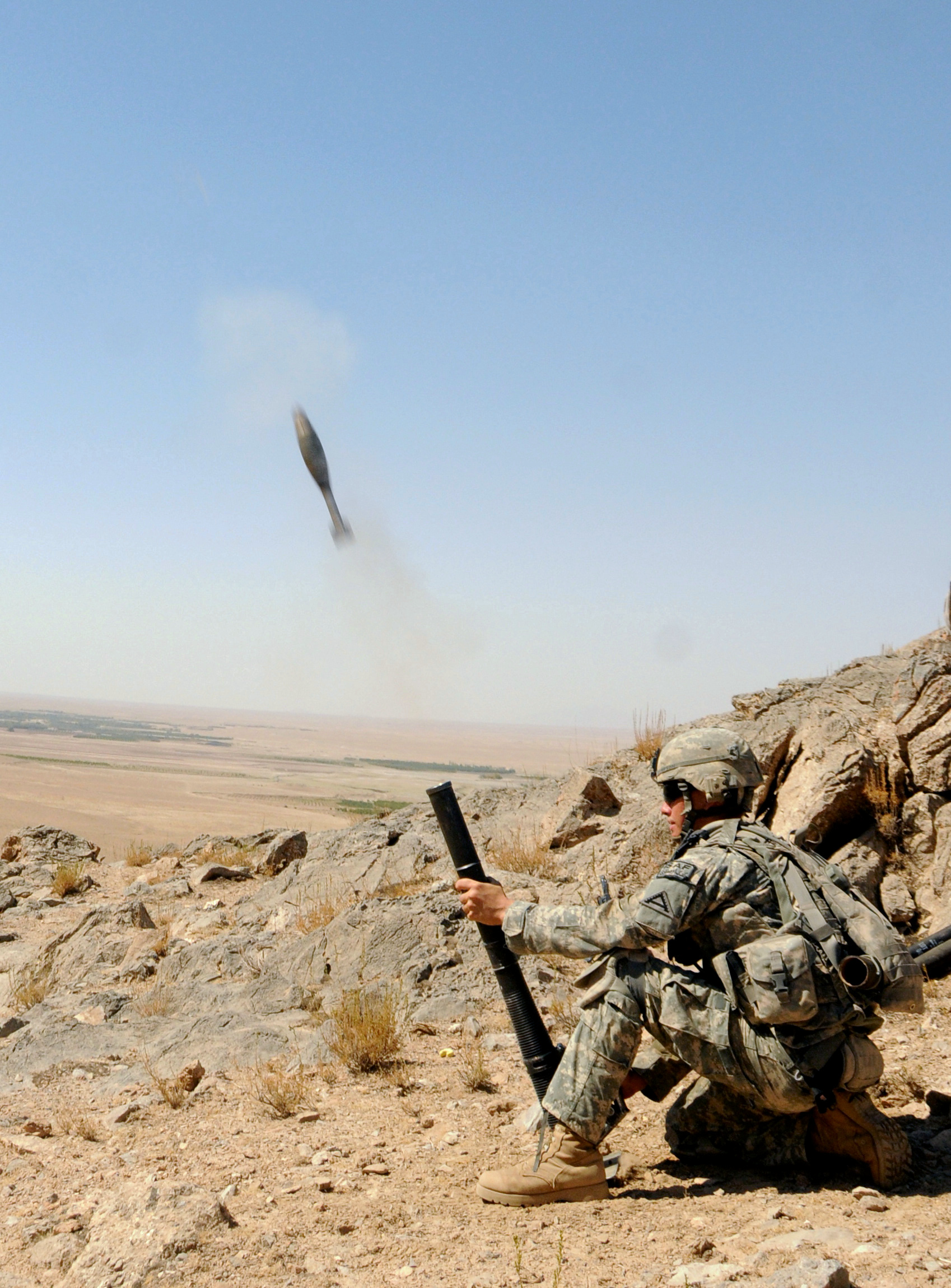
Афганистан, 2010. Ручная версия миномёта М224.
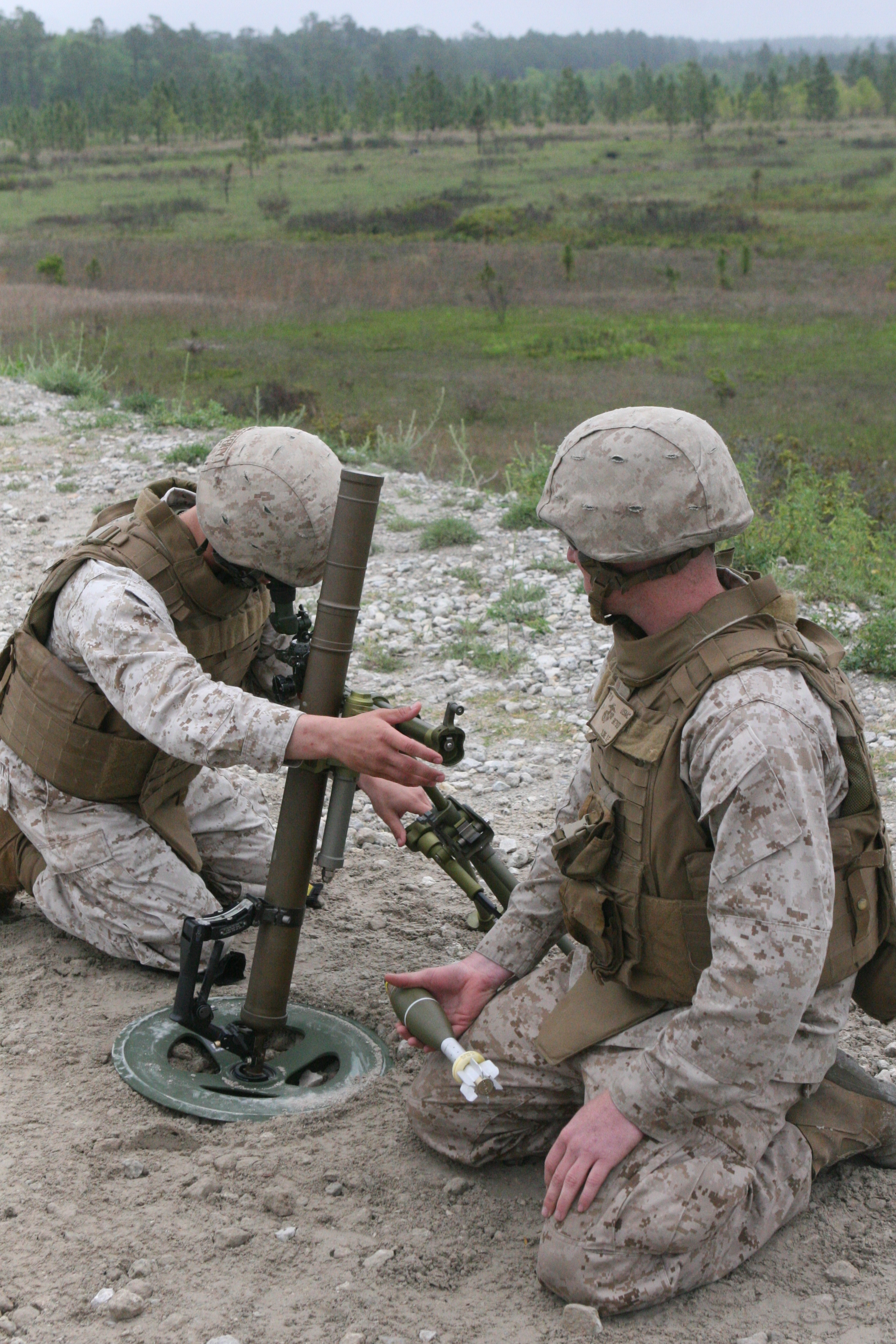
Миномёт M224A1.
Учебная стрельба из M224A1, 2013 г.
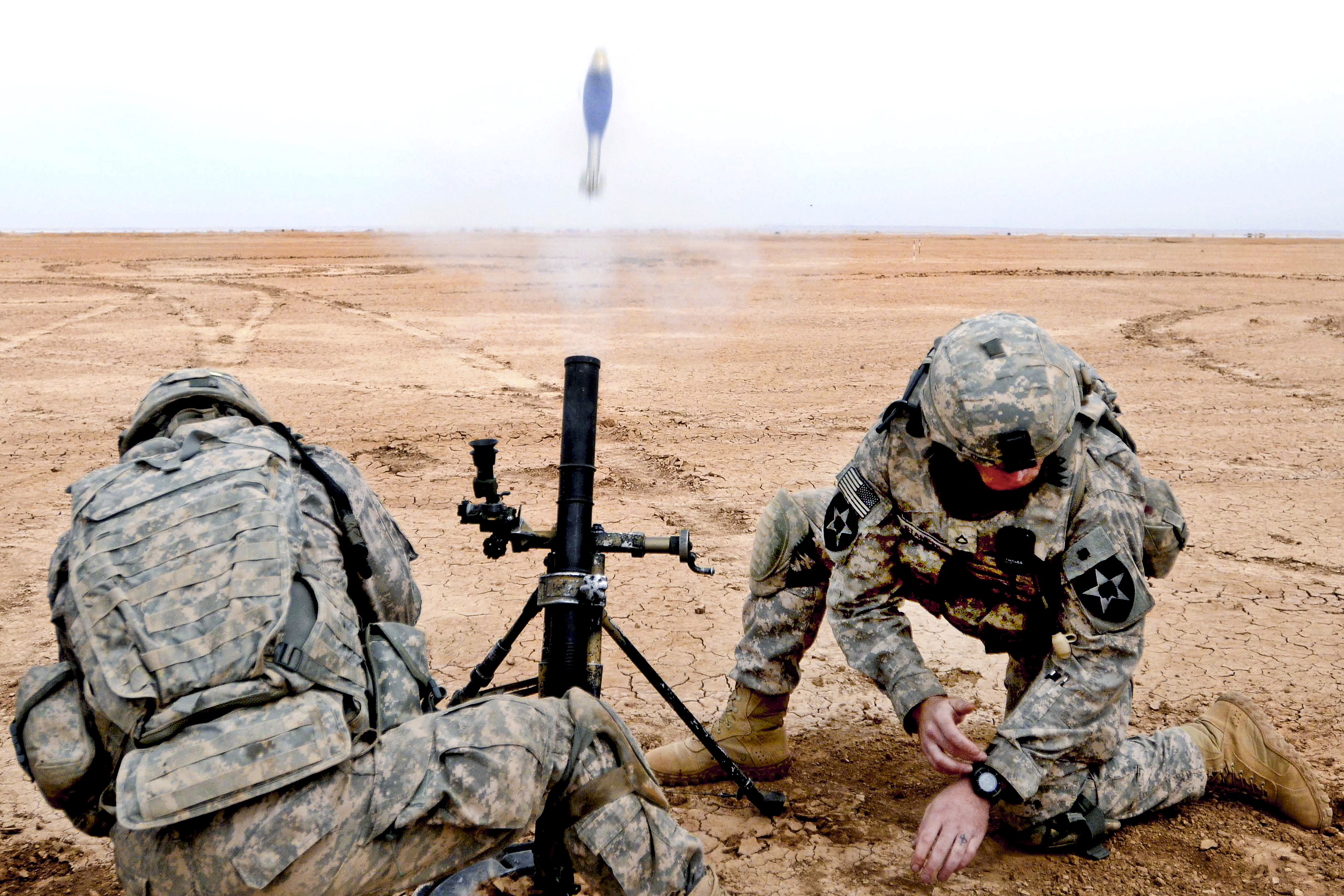
Ирак, 2010 г. Учебная стрельба из M224A1.
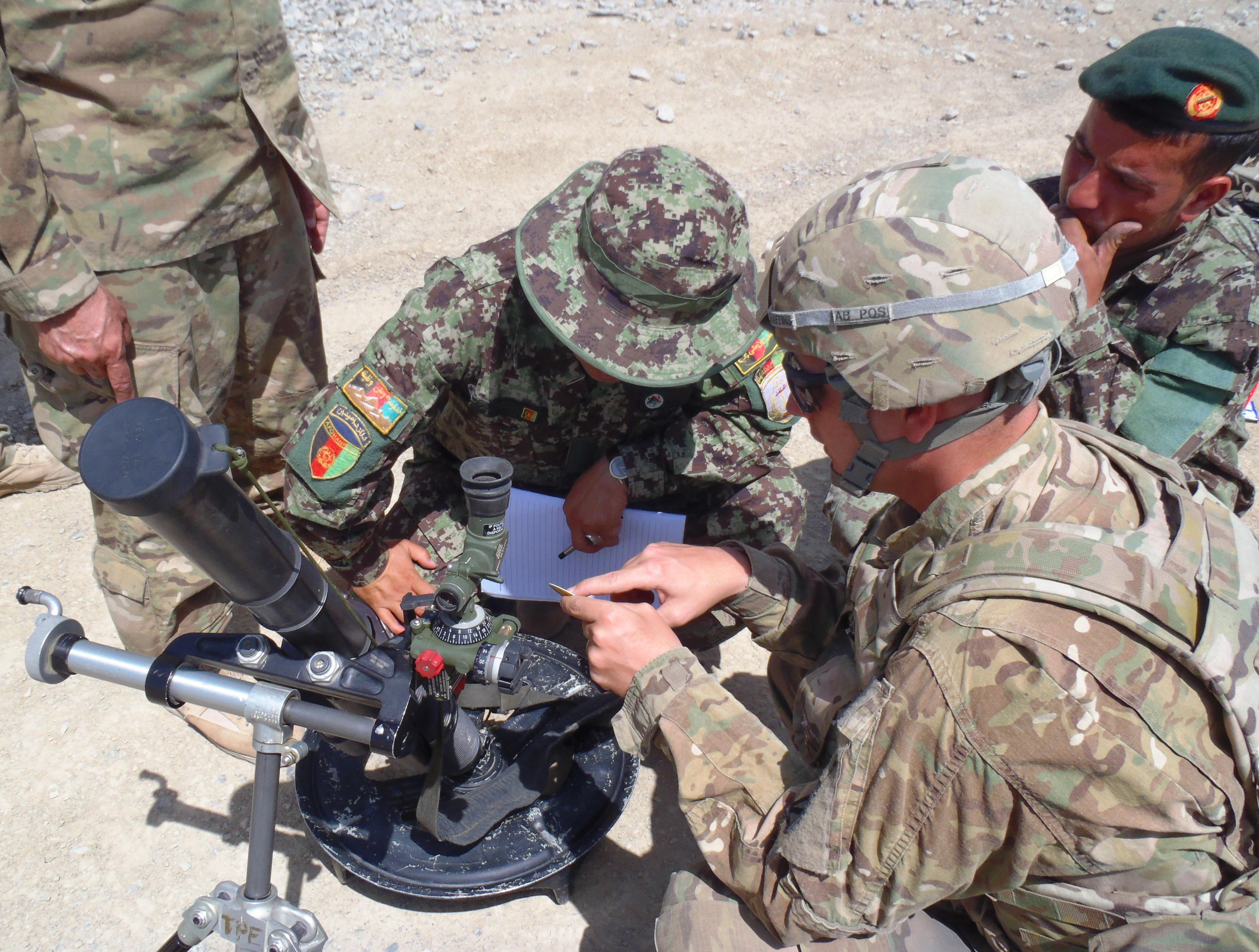
Афганистан, 2013 г. Стандартная версия М224.